# Laocoöngroep

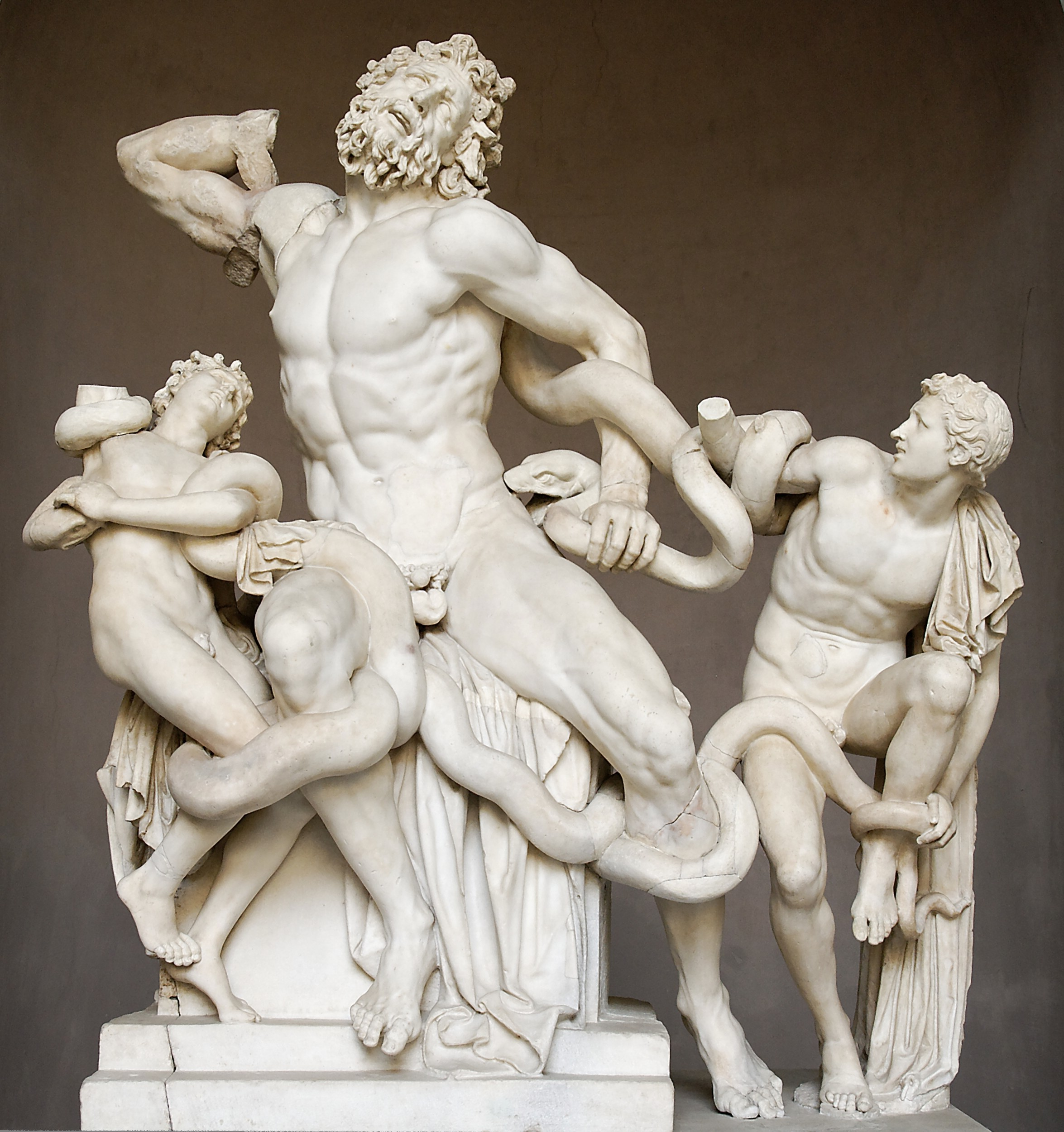
De beeldengroep Laocoön en zijn zoons in de Vaticaanse musea in het Vaticaan

De Laocoöngroep, ook wel Laocoön en zijn zoons genoemd, is een marmeren beeldengroep, mogelijk uit de periode 40-20 v.Chr., die in 1506 werd gevonden in een wijngaard in Rome. 
De Romeinse schrijver Plinius beschreef een beeldengroep met dit onderwerp die stond in het paleis van keizer Titus en werd gemaakt door Hagesander, Polydorus en Athenodorus van Rodos. De Laocoöngroep staat nu in de Vaticaanse musea in Vaticaanstad en is een van de pronkstukken van de Vaticaanse collectie.
De Laocoöngroep is een van de beroemdste beeldengroepen uit de Oud-Griekse beeldhouwkunst. Het beeld stelt de Trojaanse priester en ziener Laocoön met zijn twee zoons, Thymbraeus en Antiphantes, voor. Het beeld staat in het Museo Pio-Clementino in de Vaticaanse Musea in Rome.
Het verhaal achter deze afbeelding is dat de Trojaanse priester Laocoön de Trojanen wilde waarschuwen om het paard van Troje niet binnen te halen. Volgens de overlevering werden de priester en zijn zoons vervolgens gewurgd door slangen van Poseidon. Uitgebeeld wordt het moment waarop Laocoön en zijn zoons gewurgd worden door twee slangen die gestuurd zijn door Poseidon (of Pallas Athena).

## Beeldhouwstijl
Het beeld stamt uit de laat-hellenistische periode (die liep van ongeveer 350 tot 30 voor Christus). Tijdens die periode wilden kunstenaars 'echte' mensen weergeven, in plaats van perfecte goden en godinnen. Ook moesten de kunstwerken emotie en actie uitdrukken. In het beeld zit een duidelijke driehoekscompositie, die gevormd wordt door de hoofden van de drie figuren. Het is volledig gemaakt uit marmer en is 184 cm groot.

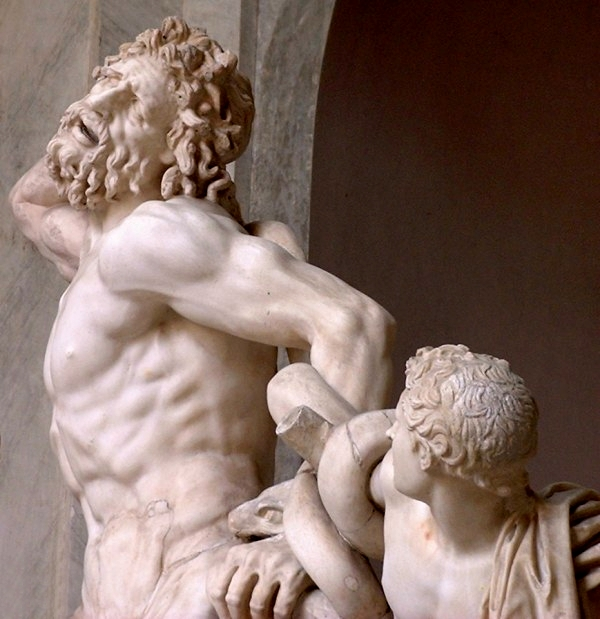
Lessing (1766) merkte op dat Laocoön eerder zucht dan schreeuwt. Hij schreef dit toe aan het schoonheidsideaal van de beeldhouwer, die pijn moest uitbeelden zonder dat het gelaat er op een afstotelijke manier door wordt misvormd.

## Geschiedenis van het beeld
Nadat het een paar decennia voor Christus was vervaardigd op Rodos, heeft het beeld in Rome gestaan; vermoedelijk zelfs in de Domus Aurea van keizer Nero. Keizer Vespasianus heeft het beeld ook in zijn bezit gehad. Op 14 januari 1506 werd de beeldengroep teruggevonden tijdens het omspitten van een wijngaard in Rome, niet ver van Nero's Domus Aurea, en in het Vaticaan geplaatst.
Toen het beeld gevonden werd, ontbraken er enkele stukken: het opvallendste was Laocoöns rechterarm, die bij de schouder afgebroken was. Paus Julius II hield een wedstrijd, door Raphael gejureerd, waarbij men de houding van de arm kon bepalen. Een uitgestrekte arm won de wedstrijd, hoewel Michelangelo van mening was dat de arm gebogen achter Laocoöns achterhoofd moest zitten. De opvolger van Julius II, Paus Leo X, liet het beeld met de uitgestrekte arm door Bandinelli meermalen kopiëren in brons.
Na Napoleon Bonapartes verovering van Italië in 1799 werd de beeldengroep verplaatst naar het Louvre in Parijs.
Daar bleef het, tot Napoleons definitieve nederlaag in de slag bij Waterloo in 1815. Toen zonden de Britten het beeld terug naar het Vaticaan, waar het in januari 1816 weer aankwam. In 1906 vond de Duitse archeoloog en kunsthandelaar Ludwig Pollak een gebogen rechterarm. Gelet op de verwante stijl werd hierin de ontbrekende arm van Laocoön herkend. In 1957 werd de uitgestrekte arm verwijderd en het origineel herbevestigd. De toeschrijving is niet onbetwist, gelet op een kleurverschil en het ontbreken van een passende breuk.

## Inspiratiebron
Het verhaal van Laocoön en zijn zoons heeft vele kunstenaars tijdens de Renaissance geïnspireerd. Niet de minste was Michelangelo, die voor zijn beeld de Stervende Slaaf duidelijk de vorm van Laocoön heeft overgenomen (mét de arm gebogen achter het hoofd).
Gotthold Ephraim Lessing vergelijkt in Laokoon oder Über die Grenzen der Malerei und Poesie een uitbeelding van de dood van Laocoön met een beroemde, in Rome gevonden, beeldengroep met een beschrijving van datzelfde onderwerp in Vergilius' Aeneis. Het wezenlijke verschil tussen beide benaderingen is volgens Lessing dat die van de poëzie duidelijk een voortschrijdende handeling is, waarvan de verschillende delen na elkaar, chronologisch, gebeuren, de ander daarentegen (die van de beeldende kunsten in het algemeen) duidelijk een statische handeling, waarvan de verschillende delen zich naast elkaar in de ruimte ontwikkelen. Poëzie is "tijdkunst", de beeldende kunsten zijn "ruimtekunst".
Johann Wolfgang von Goethe zag in de Laocoöngroep een patroon van symmetrie en menigvuldigheid, en van rust en beweging.
Voor Johann Winckelmann, grondlegger van de (klassieke) archeologie, straalde Laocoöns beeld sereniteit en passie uit in plaats van angst. Bekend citaat: “edle Einfalt und stille Größe”
Schopenhauer haalt in De wereld als wil en voorstelling tijdens zijn uiteenzetting over beeldhouwkunst de discussie aan die er is geweest over het niet schreeuwen van Laocoön in deze beeldengroep. De meningen van Lessing, Goethe en Winckelmann worden aangehaald en tegengesproken. Volgens Schopenhauer is de verklaring voor het niet schreeuwen van Laocoön dat het uitbeelden van schreeuwen buiten het domein van de beeldhouwkunst valt. Een gebeeldhouwde schreeuw, zonder het geluid, zou zelfs lachwekkend overkomen, aldus Schopenhauer.